# La Rue Morgue
La Rue Morgue fue una banda de rock chilena formada en 1995.

## Biografía
Se formaron a principios de 1995 y tomaron su nombre de la novela Los crímenes de la calle Morgue de Edgar Allan Poe. 
La banda logró relevancia con su disco debut homónimo, publicado en octubre de 1997, gracias a la buena rotación de sus sencillos «Blues a dos mujeres» (canción dedicada a Tori Amos y a la Maga, personaje de Rayuela de Julio Cortázar) y la balada «Sigues dando vueltas», logrando Disco de Oro con ventas superiores a las 23.000 copias y diversos premios de los medios.
En 1999 salió al mercado su segundo disco Kaleidoscopio, con el cual lograron ventas aproximadas de 5.000 copias, cuando ya se estaba instalando en Chile el mercado pirata. 
Desde ese momento se produjo un receso producto de varias circunstancias que fue marcado principalmente por la partida de su teclista Michel Maluje a México, donde participó en diversas agrupaciones de música popular entre las cuales destaca Julieta Venegas.
El jueves 7 de julio de 2022, el exvocalista Francisco Valenzuela sufre un infarto cerebral y es internado en la Unidad de Cuidados Intensivos del Hospital Luis Tisné, en Santiago de Chile. Una semana después, el jueves 14 de julio, se confirma su fallecimiento y la disolución del grupo.

## Miembros
- Francisco Valenzuela (†) - voz y guitarra
- Michel Maluje - piano y teclados
- Javier Chamas - bajo
- Javier Pirzen Rodríguez - batería
- Ignacio Melis - Guitarra

## Discografía
- La Rue Morgue (1997 - Sony Music)
- Kaleidoscopio (1999 - Sony Music)
- Distinto (2004 - Autoedición)